# Copa Invitacional FCB 2012
La Copa Invitacional FCB 2012 fue el torneo de la temporada 2012 del baloncesto en Colombia de carácter invitacional, semiprofesional, organizado por la Federación Colombiana de Baloncesto. Comenzó a disputarse el 7 de septiembre y terminó el 14 de noviembre de 2012, con el campeón Búcaros de Santander.
Esta fue la última edición de la era invitacional, ya que en 2013 fue creada la Liga Directv de Baloncesto, regresando así el baloncesto colombiano al profesionalismo.

## Datos de los clubes
| Equipo      | Ciudad      | Departamento             | Pabellón                        | Aforo |
| ----------- | ----------- | ------------------------ | ------------------------------- | ----- |
| Arrieros    | Medellín    | Antioquia                | Coliseo Universidad de Medellín | 6.000 |
| Bayside     | San Andrés  | San Andrés y Providencia | Coliseo Ginny Bay               | 3.000 |
| Búcaros     | Bucaramanga | Santander                | Coliseo Vicente Díaz Romero     | 6.000 |
| Cafeteros   | Armenia     | Quindío                  | Coliseo del Café                | 9.000 |
| Guerreros   | Bogotá      | Bogotá, D. C.            | Coliseo El Salitre              | 7.000 |
| Hormigueros | Bucaramanga | Santander                | Coliseo Vicente Díaz Romero     | 6.000 |
| Islanders   | San Andrés  | San Andrés y Providencia | Coliseo Ginny Bay               | 3.000 |
| Nuevo Chocó | Quibdó      | Chocó                    | Coliseo La Caldera              | 3.000 |
| Once Caldas | Manizales   | Caldas                   | Coliseo Jorge Arango Uribe      | 5.000 |
| Patriotas   | Tunja       | Boyacá                   | Coliseo Municipal de Tunja      | 2.500 |

## Posiciones
| Pos. | Equipo      | Pts | PJ | G  | P  | CF   | CC   | Dif  |
| ---- | ----------- | --- | -- | -- | -- | ---- | ---- | ---- |
| 1.   | Guerreros   | 34  | 19 | 15 | 4  | 1705 | 1465 | 240  |
| 2.   | Bucaros     | 32  | 19 | 13 | 6  | 1641 | 1474 | 167  |
| 3.   | Once Caldas | 31  | 19 | 12 | 7  | 1673 | 1597 | 76   |
| 4.   | Islanders   | 30  | 19 | 11 | 8  | 1602 | 1548 | 54   |
| 5.   | Nuevo Chocó | 28  | 19 | 9  | 10 | 1345 | 1321 | 23   |
| 6.   | Cafeteros   | 28  | 19 | 9  | 10 | 1639 | 1626 | 13   |
| 7.   | Arrieros    | 27  | 19 | 10 | 9  | 1483 | 1494 | -9   |
| 8.   | Hormigueros | 25  | 19 | 6  | 13 | 1530 | 1613 | -84  |
| 9.   | Patriotas   | 25  | 19 | 6  | 13 | 1442 | 1668 | -226 |
| 10.  | Bay Side    | 23  | 19 | 4  | 15 | 1444 | 1698 | -254 |

 Pts=Puntos
PJ=Partidos jugados
G=Partidos ganados
P=Partidos perdidos
%= Porcentaje de rendimiento
CF=Canastas a favor
CC=Canastas en contra
Dif=Diferencia de puntos
|  | Clasificado para la Fase II. |
|  | Eliminado.                   |
|  | Se retiró.                   |

## Resultados
| Fecha 1 - 7 de septiembre de 2012 | Fecha 1 - 7 de septiembre de 2012 | Fecha 1 - 7 de septiembre de 2012 | Fecha 1 - 7 de septiembre de 2012 |
| Equipo local                      | Resultado                         | Equipo visitante                  |                                   |
| --------------------------------- | --------------------------------- | --------------------------------- | --------------------------------- |
| Hormigueros                       | 63 - 78                           | Once Caldas                       |                                   |
| Arrieros                          | 108 - 101                         | Bayside                           |                                   |
| Guerreros                         | 77 - 68                           | Nuevo Chocó                       |                                   |
| Patriotas                         | 56 - 101                          | Bucaros                           |                                   |
| Islanders                         | 88 - 75                           | Cafeteros                         |                                   |

| Fecha 2 - 8 de septiembre de 2012 | Fecha 2 - 8 de septiembre de 2012 | Fecha 2 - 8 de septiembre de 2012 | Fecha 2 - 8 de septiembre de 2012 |
| Equipo local                      | Resultado                         | Equipo visitante                  |                                   |
| --------------------------------- | --------------------------------- | --------------------------------- | --------------------------------- |
| Hormigueros                       | 83 - 87                           | Once Caldas                       |                                   |
| Arrieros                          | 98 - 72                           | Bay Side                          |                                   |
| Guerreros                         | 81 - 61                           | Nuevo Choco                       |                                   |
| Patriotas                         | 66 - 77                           | Bucaros                           |                                   |
| Islanders                         | 63 - 55                           | Cafeteros                         |                                   |

| Fecha 3 - 10 de septiembre de 2012 | Fecha 3 - 10 de septiembre de 2012 | Fecha 3 - 10 de septiembre de 2012 | Fecha 3 - 10 de septiembre de 2012 |
| Equipo local                       | Resultado                          | Equipo visitante                   |                                    |
| ---------------------------------- | ---------------------------------- | ---------------------------------- | ---------------------------------- |
| Hormigueros                        | 77 - 67                            | Arrieros                           |                                    |
| Guerreros                          | 114 - 80                           | Bayside                            |                                    |
| Once Caldas                        | 85 - 77                            | Nuevo Chocó                        |                                    |
| Cafeteros                          | 95 - 84                            | Bucaros                            |                                    |
| Islanders                          | 93 - 54                            | Patriotas                          |                                    |

| Fecha 4 - 11 de septiembre de 2012 | Fecha 4 - 11 de septiembre de 2012 | Fecha 4 - 11 de septiembre de 2012 | Fecha 4 - 11 de septiembre de 2012 |
| Equipo local                       | Resultado                          | Equipo visitante                   |                                    |
| ---------------------------------- | ---------------------------------- | ---------------------------------- | ---------------------------------- |
| Hormigueros                        |                                    | Arrieros                           |                                    |
| Guerreros                          | 107 - 68                           | Bay Side                           |                                    |
| Once Caldas                        | 74 - 69                            | Nuevo Choco                        |                                    |
| Cafeteros                          | 71 - 85                            | Bucaros                            |                                    |
| Islanders                          | 84 - 56                            | Patriotas                          |                                    |

| Fecha 5 - 14 de septiembre de 2012 | Fecha 5 - 14 de septiembre de 2012 | Fecha 5 - 14 de septiembre de 2012 | Fecha 5 - 14 de septiembre de 2012 |
| Equipo local                       | Resultado                          | Equipo visitante                   |                                    |
| ---------------------------------- | ---------------------------------- | ---------------------------------- | ---------------------------------- |
| Nuevo Chocó                        | 71 - 70                            | Hormigueros                        |                                    |
| Arrieros                           | 100 - 107                          | Cafeteros                          |                                    |
| Guerreros                          | 116 - 88                           | Islanders                          |                                    |
| Bay Side                           | 75 - 59                            | Patriotas                          |                                    |
| Once Caldas                        | 83 - 74                            | Bucaros                            |                                    |

| Fecha 6 - 15 de septiembre de 2012 | Fecha 6 - 15 de septiembre de 2012 | Fecha 6 - 15 de septiembre de 2012 | Fecha 6 - 15 de septiembre de 2012 |
| Equipo local                       | Resultado                          | Equipo visitante                   |                                    |
| ---------------------------------- | ---------------------------------- | ---------------------------------- | ---------------------------------- |
| Nuevo Choco                        | 74 - 65                            | Hormigueros                        |                                    |
| Arrieros                           | 111 - 100                          | Cafeteros                          |                                    |
| Guerreros                          | 92 - 65                            | Islanders                          |                                    |
| Bay Side                           | 61 - 78                            | Patriotas                          |                                    |
| Once Caldas                        | 94 -97                             | Bucaros                            |                                    |

| Fecha 7 - 17 de septiembre de 2012 | Fecha 7 - 17 de septiembre de 2012 | Fecha 7 - 17 de septiembre de 2012 | Fecha 7 - 17 de septiembre de 2012 |
| Equipo local                       | Resultado                          | Equipo visitante                   |                                    |
| ---------------------------------- | ---------------------------------- | ---------------------------------- | ---------------------------------- |
| Bay Side                           | 70 - 73                            | Cafeteros                          |                                    |
| Bucaros                            | 69 - 96                            | Guerreros                          |                                    |
| Nuevo Choco                        | 69 - 76                            | Islanders                          |                                    |
| Once Caldas                        | 95 - 89                            | Arrieros                           |                                    |
| Patriotas                          | 98 - 92                            | Hormigueros                        |                                    |

| Fecha 8 - 18 de septiembre de 2012 | Fecha 8 - 18 de septiembre de 2012 | Fecha 8 - 18 de septiembre de 2012 | Fecha 8 - 18 de septiembre de 2012 |
| Equipo local                       | Resultado                          | Equipo visitante                   |                                    |
| ---------------------------------- | ---------------------------------- | ---------------------------------- | ---------------------------------- |
| Bay Side                           | 82 - 76                            | Cafeteros                          |                                    |
| Bucaros                            | 88 - 65                            | Guerreros                          |                                    |
| Nuevo Choco                        | 68 - 61                            | Islanders                          |                                    |
| Once Caldas                        | 87 - 86                            | Arrieros                           |                                    |
| Patriotas                          | 87 - 82                            | Hormigueros                        |                                    |

| Fecha 9 - 21 de septiembre de 2012 | Fecha 9 - 21 de septiembre de 2012 | Fecha 9 - 21 de septiembre de 2012 | Fecha 9 - 21 de septiembre de 2012 |
| Equipo local                       | Resultado                          | Equipo visitante                   |                                    |
| ---------------------------------- | ---------------------------------- | ---------------------------------- | ---------------------------------- |
| Hormigueros                        | 76 - 81                            | Guerreros                          |                                    |
| Cafeteros                          | 86 - 71                            | Patriotas                          |                                    |
| Arrieros                           | 96 - 92                            | Islanders                          |                                    |
| Bay Side                           | 69 - 104                           | Once Caldas                        |                                    |
| Nuevo Choco                        | 71 - 82                            | Bucaros                            |                                    |

| Fecha 10 - 22 de septiembre de 2012 | Fecha 10 - 22 de septiembre de 2012 | Fecha 10 - 22 de septiembre de 2012 | Fecha 10 - 22 de septiembre de 2012 |
| Equipo local                        | Resultado                           | Equipo visitante                    |                                     |
| ----------------------------------- | ----------------------------------- | ----------------------------------- | ----------------------------------- |
| Hormigueros                         | 104 - 99                            | Guerreros                           |                                     |
| Cafeteros                           | 86 - 94                             | Patriotas                           |                                     |
| Arrieros                            | 91 - 90                             | Islanders                           |                                     |
| Bay Side                            | 79 - 72                             | Once Caldas                         |                                     |
| Nuevo Choco                         | 72 - 62                             | Bucaros                             |                                     |

| Fecha 11 - 24 de septiembre de 2012 | Fecha 11 - 24 de septiembre de 2012 | Fecha 11 - 24 de septiembre de 2012 | Fecha 11 - 24 de septiembre de 2012 |
| Equipo local                        | Resultado                           | Equipo visitante                    |                                     |
| ----------------------------------- | ----------------------------------- | ----------------------------------- | ----------------------------------- |
| Islanders                           | 76 - 72                             | Once Caldas                         |                                     |
| Patriotas                           | 56 - 52                             | Nuevo Choco                         |                                     |
| Arrieros                            | 68 - 84                             | Guerreros                           |                                     |
| Bucaros                             | 85 - 56                             | Bay Side                            |                                     |
| Cafeteros                           | 102 - 97                            | Hormigueros                         |                                     |

| Fecha 12 - 25 de septiembre de 2012 | Fecha 12 - 25 de septiembre de 2012 | Fecha 12 - 25 de septiembre de 2012 | Fecha 12 - 25 de septiembre de 2012 |
| Equipo local                        | Resultado                           | Equipo visitante                    |                                     |
| ----------------------------------- | ----------------------------------- | ----------------------------------- | ----------------------------------- |
| Islanders                           | 87 - 67                             | Once Caldas                         |                                     |
| Patriotas                           | 92 - 85                             | Nuevo Choco                         |                                     |
| Arrieros                            | 82 - 73                             | Guerreros                           |                                     |
| Bucaros                             | 101 - 73                            | Bay Side                            |                                     |
| Cafeteros                           | 107 - 93                            | Hormigueros                         |                                     |

| Fecha 13 - 28 de septiembre de 2012 | Fecha 13 - 28 de septiembre de 2012 | Fecha 13 - 28 de septiembre de 2012 | Fecha 13 - 28 de septiembre de 2012 |
| Equipo local                        | Resultado                           | Equipo visitante                    |                                     |
| ----------------------------------- | ----------------------------------- | ----------------------------------- | ----------------------------------- |
| Once Caldas                         | 96 - 92                             | Patriotas                           |                                     |
| Cafeteros                           | 75 - 80                             | Guerreros                           |                                     |
| Bucaros                             | 78 - 85                             | Arrieros                            |                                     |
| Islanders                           | 95 - 88                             | Hormigueros                         |                                     |
| Nuevo Choco                         | 88 - 53                             | Bay Side                            |                                     |

| Fecha 14 - 29 de septiembre de 2012 | Fecha 14 - 29 de septiembre de 2012 | Fecha 14 - 29 de septiembre de 2012 | Fecha 14 - 29 de septiembre de 2012 |
| Equipo local                        | Resultado                           | Equipo visitante                    |                                     |
| ----------------------------------- | ----------------------------------- | ----------------------------------- | ----------------------------------- |
| Once Caldas                         | 125 - 95                            | Patriotas                           |                                     |
| Cafeteros                           | 85 - 76                             | Guerreros                           |                                     |
| Bucaros                             | 89 - 71                             | Arrieros                            |                                     |
| Islanders                           | 100 - 86                            | Hormigueros                         |                                     |
| Nuevo Choco                         | 80 - 74                             | Bay Side                            |                                     |

| Fecha 15 - 1 de octubre de 2012 | Fecha 15 - 1 de octubre de 2012 | Fecha 15 - 1 de octubre de 2012 | Fecha 15 - 1 de octubre de 2012 |
| Equipo local                    | Resultado                       | Equipo visitante                |                                 |
| ------------------------------- | ------------------------------- | ------------------------------- | ------------------------------- |
| Bay Side                        | 93 - 96                         | Hormigueros                     |                                 |
| Bucaros                         | 107 - 87                        | Islanders                       |                                 |
| Nuevo Choco                     | 74 - 69                         | Cafeteros                       |                                 |
| Patriotas                       | 76 - 83                         | Arrieros                        |                                 |
| Guerreros                       | 85 - 83                         | Once Caldas                     |                                 |

| Fecha 16 - 2 de octubre de 2012 | Fecha 16 - 2 de octubre de 2012 | Fecha 16 - 2 de octubre de 2012 | Fecha 16 - 2 de octubre de 2012 |
| Equipo local                    | Resultado                       | Equipo visitante                |                                 |
| ------------------------------- | ------------------------------- | ------------------------------- | ------------------------------- |
| Bay Side                        | 75 - 83                         | Hormigueros                     |                                 |
| Bucaros                         | 87 - 86                         | Islanders                       |                                 |
| Nuevo Choco                     | 81 - 94                         | Cafeteros                       |                                 |
| Patriotas                       | 89 - 99                         | Arrieros                        |                                 |
| Guerreros                       | 87 - 80                         | Once Caldas                     |                                 |

| Fecha 17 - 5 de octubre de 2012 | Fecha 17 - 5 de octubre de 2012 | Fecha 17 - 5 de octubre de 2012 | Fecha 17 - 5 de octubre de 2012 |
| Equipo local                    | Resultado                       | Equipo visitante                |                                 |
| ------------------------------- | ------------------------------- | ------------------------------- | ------------------------------- |
| Once Caldas                     | 91 - 84                         | Cafeteros                       |                                 |
| Guerreros                       | 102 - 71                        | Patriotas                       |                                 |
| Hormigueros                     | 78 - 89                         | Bucaros                         |                                 |
| Arrieros                        | 84 - 70                         | Nuevo Choco                     |                                 |
| Bay Side                        | 73 - 95                         | Islanders                       |                                 |

| Fecha 18 - 6 de octubre de 2012 | Fecha 18 - 6 de octubre de 2012 | Fecha 18 - 6 de octubre de 2012 | Fecha 18 - 6 de octubre de 2012 |
| Equipo local                    | Resultado                       | Equipo visitante                |                                 |
| ------------------------------- | ------------------------------- | ------------------------------- | ------------------------------- |
| Once Caldas                     | 117 - 112                       | Cafeteros                       |                                 |
| Guerreros                       | 96 - 69                         | Patriotas                       |                                 |
| Hormigueros                     | 100 - 93                        | Bucaros                         |                                 |
| Arrieros                        | 67 - 74                         | Nuevo Choco                     |                                 |
| Bay Side                        | 75 - 83                         | Islanders                       |                                 |

| Fecha 19 - 8 de octubre de 2012 | Fecha 19 - 8 de octubre de 2012 | Fecha 19 - 8 de octubre de 2012 | Fecha 19 - 8 de octubre de 2012 |
| Equipo local                    | Resultado                       | Equipo visitante                |                                 |
| ------------------------------- | ------------------------------- | ------------------------------- | ------------------------------- |
| Cafeteros                       | 93 - 83                         | Once Caldas                     |                                 |
| Patriotas                       | 85 - 94                         | Guerreros                       |                                 |
| Hormigueros                     | 107 - 73                        | Bucaros                         |                                 |
| Nuevo Choco                     | 20 - 00                         | Arrieros                        |                                 |
| Islanders                       | 57 - 65                         | Bay Side                        |                                 |

| Fecha 20 - 9 de octubre de 2012 | Fecha 20 - 9 de octubre de 2012 | Fecha 20 - 9 de octubre de 2012 | Fecha 20 - 9 de octubre de 2012 |
| Equipo local                    | Resultado                       | Equipo visitante                |                                 |
| ------------------------------- | ------------------------------- | ------------------------------- | ------------------------------- |
| Cafeteros                       | 97 - 88                         | Once Caldas                     |                                 |
| Patriotas                       | 80 - 88                         | Guerreros                       |                                 |
| Hormigueros                     | 80 - 82                         | Bucaros                         |                                 |
| Nuevo Choco                     | 20 - 00                         | Arrieros                        |                                 |
| Islanders                       | 94 - 104                        | Bay Side                        |                                 |

## II Fase

### Grupo A
| Pos. | Equipo      | Pts | PJ | G  | P | CF   | CC   | Dif  |
| ---- | ----------- | --- | -- | -- | - | ---- | ---- | ---- |
| 1.   | Guerreros   | 23  | 12 | 11 | 1 | 1125 | 929  | 196  |
| 2.   | Once Caldas | 18  | 12 | 6  | 6 | 1068 | 1103 | -35  |
| 3.   | Cafeteros   | 16  | 12 | 4  | 8 | 1096 | 1091 | 5    |
| 4.   | Patriotas   | 15  | 12 | 3  | 9 | 1003 | 1169 | -166 |

### Grupo B
| Pos. | Equipo      | Pts | PJ | G | P  | CF   | CC   | Dif  |
| ---- | ----------- | --- | -- | - | -- | ---- | ---- | ---- |
| 1.   | Bucaros     | 20  | 12 | 8 | 4  | 961  | 958  | 3    |
| 2.   | Nuevo Chocó | 19  | 12 | 7 | 5  | 1011 | 949  | 62   |
| 3.   | Islanders   | 19  | 12 | 7 | 5  | 1114 | 1090 | 24   |
| 4.   | Hormigueros | 14  | 12 | 2 | 10 | 971  | 1170 | -199 |

 Pts=Puntos
PJ=Partidos jugados
G=Partidos ganados
P=Partidos perdidos
%= Porcentaje de rendimiento
CF=Canastas a favor
CC=Canastas en contra
Dif=Diferencia de puntos
|  | Clasificado para las Semifinales |
|  | Eliminado.                       |

| Grupo A | Grupo A      | Grupo A   | Grupo A          | Grupo A |
| Día     | Equipo local | Resultado | Equipo visitante |         |
| ------- | ------------ | --------- | ---------------- | ------- |
| vie     | Guerreros    | 96 - 78   | Patriotas        |         |
| vie     | Once Caldas  | 84 - 87   | Cafeteros        |         |
| sab     | Guerreros    | 103 - 71  | Patriotas        |         |
| sab     | Once Caldas  | 93 - 91   | Cafeteros        |         |
| Lun     | Guerreros    | 101 - 82  | Once Caldas      |         |
| Lun     | Cafeteros    | 101 - 78  | Patriotas        |         |
| Mar     | Guerreros    | 113 - 63  | Once Caldas      |         |
| Mar     | Cafeteros    | 106 - 92  | Patriotas        |         |
| vie     | Patriotas    | 111 - 110 | Once Caldas      |         |
| vie     | Cafeteros    | 84 - 88   | Guerreros        |         |
| sab     | Patriotas    | 79 - 97   | Once Caldas      |         |
| sab     | Cafeteros    | 85 - 88   | Guerreros        |         |
| lun     | Patriotas    | 61 - 89   | Guerreros        |         |
| lun     | Cafeteros    | 89 - 95   | Once Caldas      |         |
| mar     | Patriotas    | 71 - 81   | Guerreros        |         |
| mar     | Cafeteros    | 89 - 88   | Once Caldas      |         |
| vie     | Once Caldas  | 91 - 85   | Guerreros        |         |
| vie     | Patriotas    | 83 - 90   | Cafeteros        |         |
| sab     | Once Caldas  | 65 - 86   | Guerreros        |         |
| sab     | Patriotas    | 107 - 96  | Cafeteros        |         |
| lun     | Once Caldas  | 97 - 78   | Patriotas        |         |
| lun     | Guerreros    | 112 - 99  | Cafeteros        |         |
| mar     | Once Caldas  | 103 - 94  | Patriotas        |         |
| mar     | Guerreros    | 83 - 79   | Cafeteros        |         |

| Grupo B | Grupo B      | Grupo B   | Grupo B          | Grupo B |
| Día     | Equipo local | Resultado | Equipo visitante |         |
| ------- | ------------ | --------- | ---------------- | ------- |
| vie     | Bucaros      | 74 - 56   | Hormigueros      |         |
| vie     | Islanders    | 106 - 95  | Nuevo Choco      |         |
| sab     | Bucaros      | 103 - 68  | Hormigueros      |         |
| sab     | Islanders    | 76 - 65   | Nuevo Choco      |         |
| Lun     | Bucaros      | 98 - 87   | Islanders        |         |
| Lun     | Nuevo Choco  | 76 - 79   | Hormigueros      |         |
| Mar     | Bucaros      | 94 - 89   | Islanders        |         |
| Mar     | Nuevo Choco  | 92 - 72   | Hormigueros      |         |
| vie     | Hormigueros  | 93 - 123  | Islanders        |         |
| vie     | Nuevo Choco  | 69 - 59   | Bucaros          |         |
| sab     | Hormigueros  | 94 - 108  | Islanders        |         |
| sab     | Nuevo Choco  | 69 - 71   | Bucaros          |         |
| lun     | Hormigueros  | 97 - 96   | Bucaros          |         |
| lun     | Nuevo Choco  | 96 - 82   | Islanders        |         |
| mar     | Hormigueros  | 82 - 125  | Bucaros          |         |
| mar     | Nuevo Choco  | 95 - 83   | Islanders        |         |
| vie     | Islanders    | 97 - 90   | Bucaros          |         |
| vie     | Hormigueros  | 68 - 91   | Nuevo Choco      |         |
| sab     | Islanders    | 76 - 97   | Bucaros          |         |
| sab     | Hormigueros  | 89 - 95   | Nuevo Choco      |         |
| lun     | Islanders    | 94 - 88   | Hormigueros      |         |
| lun     | Bucaros      | 79 - 75   | Nuevo Choco      |         |
| mar     | Islanders    | 93 - 85   | Hormigueros      |         |
| mar     | Bucaros      | 85 - 93   | Nuevo Choco      |         |

## Semifinal
| Semifinal 1 | Semifinal 1  | Semifinal 1 | Semifinal 1      | Semifinal 1 |
| Día         | Equipo local | Resultado   | Equipo visitante |             |
| ----------- | ------------ | ----------- | ---------------- | ----------- |
| vie         | Once Caldas  | 89 - 106    | Bucaros          |             |
| sab         | Once Caldas  | 75 - 100    | Bucaros          |             |
| Lun         | Bucaros      | 92 - 65     | Once Caldas      |             |
| Mar         | Bucaros      | -           | Once Caldas      |             |
| Mie         | Bucaros      | -           | Once Caldas      |             |

| Semifinal 2 | Semifinal 2  | Semifinal 2 | Semifinal 2      | Semifinal 2 |
| Día         | Equipo local | Resultado   | Equipo visitante |             |
| ----------- | ------------ | ----------- | ---------------- | ----------- |
| vie         | Nuevo Choco  | 74 - 75     | Guerreros        |             |
| sab         | Nuevo Choco  | 82 - 83     | Guerreros        |             |
| Lun         | Guerreros    | 94 - 85     | Nuevo Choco      |             |
| Mar         | Guerreros    | -           | Nuevo Choco      |             |
| Mie         | Guerreros    | -           | Nuevo Choco      |             |